# Idaea trypheropa
Idaea trypheropa là một loài bướm đêm trong họ Geometridae.